# Hierodula latipennis
Hierodula latipennis är en bönsyrseart som beskrevs av Brunner 1893. Hierodula latipennis ingår i släktet Hierodula och familjen Mantidae. Inga underarter finns listade i Catalogue of Life.